# Sender Schwerin
Als Sender Schwerin strahlte von Mitte der 1950er Jahre bis 1989 das Schweriner Funkhaus des Rundfunks der DDR seine regionalen oder zentralen Radiosendungen bzw. -programme aus. Ab 1992 sendete der bundesdeutsche NDR sein MV-Landesrundfunkprogramm von Schwerin aus (u. a. NDR 1 Radio MV und Nordmagazin), 1997 wurde das neue NDR-Landesfunkhaus in der Schweriner Schloßgartenallee eingeweiht.

## Rundfunk der Region bis 1945
Die Nordische Rundfunk AG (NORAG) mit Sitz in und ab 1932 deren Rechtsnachfolger unterhielten bis 1945 in Schwerin lediglich eine so genannte Bedarfs-Besprechungsstelle, also ein Bedarfsstudio, dessen Größe die Produktion großer Orchesterwerke und ganzer Opern gestattet hätte, jedoch kaum genutzt wurde.

## Rundfunk der Region von 1945 bis 1952

### Rundfunk in der Sowjetischen Besatzungszone nach 1945
Nach dem Zweiten Weltkrieg und dem Zusammenbruch des nationalsozialistischen Rundfunks bauten deutsche Antifaschisten unter Führung von KPD-Funktionären auf Befehl der sowjetischen Besatzungsmacht ein Rundfunksystem für die Sowjetische Besatzungszone auf. Dieses Rundfunksystem in der SBZ/DDR hatte von 1945 bis 1952 folgende Struktur:
Berliner Rundfunk (als Leitstation für alle Sender in der Sowjetischen Besatzungszone sowie als Leitsender für Berlin, Brandenburg und Mecklenburg-Vorpommern; Sendestart: 13. Mai 1945 – ab 22. Mai 1945 als Berliner Rundfunk)
- Landessender Schwerin (für Mecklenburg-Vorpommern; Sendestart: 24. Dezember 1945)

- Studio Rostock
- Landessender Potsdam (für Brandenburg; Sendestart: 22. Juni 1946)

- Studio Cottbus (für die Region Cottbus; Sendestart: um 1948/49)

Mitteldeutscher Rundfunk (für Sachsen, Thüringen und Sachsen-Anhalt; Sitz: Leipzig; Sendestart: 15. September 1945, ab November 1945 als Mitteldeutscher Rundfunk firmierend und bis zur Inbetriebnahme eines als Funkhaus hergerichteten Gebäudes am 4. Juni 1946 aus dem Berliner Funkhaus sendend)
- Landessender Dresden (für Sachsen; Sendestart: 7. Dezember 1945)

- Studio Chemnitz
- Landessender Weimar (für Thüringen; Sendestart: 1. Januar 1946 nach Versuchssendungen ab November 1945)

- Studio Erfurt
- Landessender Halle (für Sachsen-Anhalt, Sendestart: 24. Dezember 1946)

- Studio Magdeburg
Deutschlandsender (für ganz Deutschland; Sitz: Berlin; Sendestart: 1. Mai 1949)
Der Berliner Rundfunk und der Mitteldeutsche Rundfunk arbeiteten in ihrem jeweiligen Sendegebiet als eine Senderkette, wobei die Landessender regionale Fensterprogramme erstellten – eingebettet in die Programmstruktur des jeweils zuständigen Leitsenders (Berliner Rundfunk oder Mitteldeutscher Rundfunk). Im Zuge des weiteren Aufbaus von Rundfunkstrukturen installierten die Rundfunkverantwortlichen mit den entsprechenden Stellen in den Ländern nach und nach die o. a. Regionalstudios, jeweils mit Zulieferfunktion für die Funkhäuser in Berlin bzw. Leipzig oder die Landessender. Das Studio Cottbus verbreitete ab ca. 1948/49 als einziges Studio eigene Regionalsendungen über Drahtfunk, ebenfalls eingebettet im Programm des Berliner Rundfunks.
Der Deutschlandsender war der Intendanz des Berliner Rundfunks unterstellt, hatte aber eine eigene Chefredaktion. Ohnehin hatte der Berliner Rundfunk bis 1952 die Funktion einer Leitstation für alle Funkhäuser und Studios in der SBZ/DDR.
Oberste Instanz war die Generalintendanz für den demokratischen Rundfunk, zuständig für alle Rundfunkstationen und deren jeweilige Senderkette mit den dazugehörigen Landessendern sowie den Regionalstudios. Somit hatte der Rundfunk in der Sowjetischen Besatzungszone und der späteren DDR trotz des erheblichen Produktionsumfangs der Funkhäuser und Studios in den Ländern und des Einflusses der KPD/SED in den Länderverwaltungen bis 1952 keine föderale Struktur, sondern war ein zentrales Rundfunksystem mit einem Generalintendanten in Berlin. Keine dieser als öffentlich-rechtliche Einrichtungen firmierten Funkhäuser oder Studios und keine der beiden Senderketten war eine eigene Rechtspersönlichkeit.

### Anfänge in Schwerin
Ende 1945 begann die Landesregierung Mecklenburg-Vorpommerns, in Zusammenarbeit mit den Rundfunkverantwortlichen in Berlin, der Sowjetischen Militäradministration in Deutschland (SMAD) und der Post einen Landessender aufzubauen. Sendestart unter dem Namen Landessender Schwerin war mit einer einstündigen Sendung ab 17:00 Uhr der 24. Dezember 1945. Untergebracht war der Landessender in einem provisorisch eingerichteten Studio in Räumen der Oberpostdirektion in Schwerin. Der Aktionsradius war allerdings zunächst nur auf Schwerin und Umgebung begrenzt. Ab 25. Dezember 1945 sendete der Landessender täglich um 12:30 Uhr und 17:30 Uhr jeweils eine halbstündige Sendung. Diese Sendungen aus Schwerin waren ab dem 4. Januar 1946 als regionale Fensterprogramme in die Programmstruktur des Berliner Rundfunks eingebunden, womit der Landessender zur Senderkette des Berliner Rundfunks gehörte.
Das Studio bestand aus einem Technikraum und einem Sprecherzimmer sowie drei Redaktions- bzw. Büroräumen und hatte nur eine geringe materielle Basis. Spenden von Hörern waren willkommen – darunter Plattenspieler, Schallplatten und Mikrofone. Da Aufzeichnungsanlagen nicht zur Verfügung standen, musste jede Sendung, jeder Beitrag live gesendet werden. Vom Berliner Rundfunk gelieferte Ausrüstung verbesserte die Arbeitsbedingungen ein wenig. Durch die Inbetriebnahme eines neuen 20-kW-Senders konnten die im Lande bestehenden Empfangsmöglichkeiten des Programms aus Schwerin etwas verbessert werden.

### Funkhaus in der Schillerstraße
Da das Studio ohnehin nur ein Provisorium sein konnte, einigten sich die Rundfunkverantwortlichen in Schwerin auf den Umbau eines Zweifamilienhauses in der Schweriner Schillerstraße 4/6 zu einem Funkhaus.
Im Juni 1946 waren die Bauarbeiten abgeschlossen, und ab 11. August desselben Jahres begann der Sendebetrieb. Im Funkhaus standen zur Verfügung: ein Studio mit Regiepult, einem Verstärkergestell und einem Schallplattenabspieltisch; ein kleiner Sendesaal für Musik- und Hörspielproduktionen sowie ein kleiner Technikraum, der als Produktions-, Schnitt- und Schaltraum dienen musste. Der Berliner Rundfunk hatte darüber hinaus weitere technische Ausrüstung geliefert, so dass sich die Arbeitsbedingungen wiederum etwas verbesserten. Allerdings besaß das Funkhaus 1946 nicht ein einziges Kraftfahrzeug. Erst ab 1947 stand ein Übertragungswagen zur Verfügung.
Mit einer Frequenzumstellung konnte im November 1946 die Reichweite des Landessenders nochmals verbessert werden. Dennoch blieb die Versorgung in Vorpommern weiterhin unbefriedigend, wohingegen der Sender in Baden-Württemberg, im Saarland und in Rheinland-Pfalz gut zu empfangen war. Nur nach und nach konnte diese Versorgungslücke geschlossen werden.
Da Tonträger mit entsprechenden Musiktiteln zunächst nicht in ausreichendem Maße vorhanden waren, erfolgte die musikalische Ausgestaltung der Sendungen durch Musiker des Mecklenburgischen Staatstheaters, die die musikalische Umrahmung live im Sendesaal einspielten. Auch diese Lücke konnte nur nach und nach mit neuerworbenen und gespendeten Tonträgern geschlossen werden.
Unabhängig davon war diese Kooperation der Anfang einer äußerst fruchtbringenden Zusammenarbeit zwischen dem Schweriner Funkhaus und dem Staatstheater Schwerin, aber auch mit anderen künstlerischen und kulturellen Institutionen, wie dem Schweriner Polizeiorchester und dem Stadttheater/Volkstheater Rostock.
Das tägliche Programmvolumen betrug etwa drei bis vier Regionalfenster, über den Tag verteilt von insgesamt etwa 4½ Stunden. Zum Produktionsprofil gehörten Landesnachrichten, der Landfunk, Der Funkkurier, der Blick in die Landespresse und ein Wirtschaftsmagazin, Umsiedler- und Heimkehrersendungen, die Beantwortung von Hörerfragen sowie Musik- und Unterhaltung, klassische Musik, Hörspiele, aber auch Sondersendungen zu anstehenden Wahlen und niederdeutsche Sendungen. Denn der Landessender bemühte sich schon sehr frühzeitig um die Pflege der niederdeutschen Sprache. Allein im Funkhaus Schwerin sollten bis 1990 Tonbandkonserven für 8.000 Sendeminuten entstehen.
Im Jahre 1948 gründete der Landessender einen Kinderchor.
Doch schon bald erwies sich das Funkhaus für die anstehenden Aufgaben als zu klein. Deshalb installierte der Landessender 1947 im Neuen Palais und im Haus der Kultur feste Übertragungsstandorte für Musikaufnahmen und -übertragungen sowie für öffentliche Veranstaltungen, wofür der Sendesaal im Funkhaus nicht geeignet gewesen wäre. Die Landesregierung unterstützte inzwischen den Antrag des Landessenders, ein neues Funkhaus zu erbauen oder ein Gebäude dafür umbauen zu können.

### Funkhaus in der Schlossgartenallee
Nach anderthalbjähriger Bauzeit stand dem Landessender Schwerin ab Oktober 1949 im Gebäudekomplex der ehemaligen NSDAP-Gauführerschule in der Schlossgartenallee 61 ein neues Funkhaus zur Verfügung, wodurch sich die Arbeitsbedingungen deutlich verbesserten – auch durch zusätzliches technisches Personal. Produziert werden konnte das Programm damit in einem Studio, einem Schallaufnahmeraum und einem Hörspielkomplex mit Hallraum, in Schnitträumen sowie in erforderlichen Redaktions-, Verwaltungs- und Technikräumen. Ein Jahr später war der Große Sendesaal in einem separaten Gebäude fertig gestellt, ebenso der Kleine Sendesaal im Hauptgebäude – beide mit eigener Regie.
Im Großen Sendesaal mit einer Bestuhlung für 400 Personen veranstaltete der Landessender ab 1951 öffentliche Konzerte, so die Hörer-Wunschkonzerte. Erst in den 1970er Jahren verzichtete das Funkhaus auf die Bestuhlung und nutzte diesen Komplex nur noch als Studio für aufwendige Musikproduktionen und -aufnahmen. Darüber hinaus veranstaltete der Landessender Konzerte im Tierpark und anderen Kulturinstitutionen des Sendegebietes. Bei solchen Veranstaltungen trat neben dem Kinderchor der 1951 gegründete Jugendchor des Landessenders auf.

### Studio Rostock
Im März 1947 nahm der seinerzeit größte Betrieb in Mecklenburg-Vorpommern – die Neptun-Werft in Rostock – ein Betriebsfunkstudio in Betrieb, das der Landessender Schwerin sehr oft für die Berichterstattung aus Rostock nutzte. Dennoch begann der Landessender Schwerin, in Rostock ein Rundfunkstudio aufzubauen. Im Mai 1948 ging das Studio Rostock in Betrieb. Mit zwei Redakteuren, einem Kraftfahrer, zwei Technikern und dem Studioleiter sowie einem Studio und einem altertümlichen Übertragungswagen hatte es seinen Sitz im Haus des Kulturbundes am Schillerplatz 10 und produzierte Zulieferungen für das Funkhaus Schwerin und den Berliner Rundfunk. Etwa ein Jahr später zog das Studio Rostock in die Graf-Schalck-Straße 1 in ein Haus mit zwei Studios, einem technischen Betriebsraum und Zimmern für Redaktion, Techniker und Studioleiter, womit sich in Rostock die Arbeitsbedingungen ebenfalls etwas verbesserten.

## Rundfunk der Region von 1952 bis 1964
Mit der Auflösung der Länder und der Errichtung von Bezirken als Verwaltungseinheiten im Sommer 1952 ging eine Umstrukturierung des Rundfunks in der DDR mit der Gründung des Staatlichen Rundfunkkomitees (SRK) einher. Der Bezirk Rostock sowie der größte Teil der Bezirke Schwerin und Neubrandenburg entsprachen dem Sendegebiet des ehemaligen Landessenders Schwerin.

### Bezirksstudios
Als Folge der Umstrukturierung des DDR-Rundfunks waren die Funkhäuser und Studios in den bisherigen Ländern ab Sommer 1952 Bezirksstudios, nur noch mit einer Zuliefererfunktion für die in Berlin oder zum Teil in Leipzig produzierten zentralen Programme. Dies traf auch auf das Funkhaus Schwerin zu. In Bezirksstädten, in denen es noch keine Radiostudios gab, baute das Rundfunkkomitee solche auf, wie zum Beispiel in Suhl, Gera, Frankfurt (Oder) und Neubrandenburg.
Doch schon im Sommer 1953 kam es zur ersten Korrekturen der Programmstruktur. Dies führte dazu, dass die Bezirksstudios regionale Fenster erstellten. Dabei teilten sich drei Studios eine Frequenz einer drei zentralen Programme und sendeten im Wechsel auf dieser Frequenz tägliche eine halbe Stunde. Ein Studio fungierte hierbei als Leitstudio. Die angeschlossenen Studios überspielten ihre Sendungen zum Leitstudio, welches die Sendungen abstrahlte. Das Studio Schwerin fungierte als Leitstudio für die Studios Rostock und Neubrandenburg.
- Schwerin = Rostock – Neubrandenburg
- Potsdam = Cottbus – Frankfurt
- Dresden = Karl-Marx-Stadt (Chemnitz) – Görlitz (sorbisch)
- Erfurt = Gera – Suhl
- Leipzig = Halle – Magdeburg[8][9]

### Die 1950er Jahre – eine Zeit des Experimentierens
Die folgenden Jahre waren eine Zeit des Experimentierens, sowohl für die zentralen und noch mehr für die regionalen Programme – in Bezug auf die Frequenzen, die Sendezeiten und den jeweiligen Sendeverbund der Regionalprogramme. So kehrte 1955 der DDR-Rundfunk zum System der nebeneinander existierenden Radiosender mit eigenem Namen und Intendanten zurück (Berliner Rundfunk, Radio DDR und Deutschlandsender). Die größeren Bezirksstudios waren wieder Funkhäuser, denen wiederum kleinere Studios angegliedert waren. Funkhäuser und Studios unterstanden ab Anfang 1956 Radio DDR und waren in dessen Programmstruktur integriert. Potsdam und Frankfurt waren von 1958 bis 1970 dem Berliner Rundfunk zugeordnet.
So hatte das Studio Schwerin wieder den Status eines Funkhauses, dem die Studios in Rostock und Neubrandenburg angegliedert waren.
Neben der Übertragungstechnik gehörte ab 1956 auch die Studiotechnik zur Deutschen Post, ohne dass ein wirklicher Nutzen zu erkennen gewesen wäre – im Gegenteil, denn der Verwaltungsaufwand stieg erheblich.
Als Ergebnis der Experimentier-Jahre wies Ende der 1950er Jahre der DDR-Rundfunk folgende Struktur aus:
Berliner Rundfunk
- Berliner Rundfunk (Unterhaltung und Politik aus und für Ostberlin sowie für die übrige DDR)
- Berliner Welle (Unterhaltung und Politik für Westberlin)

- Regionalsendungen und -beiträge aus dem Funkhaus Potsdam und dem Studio Frankfurt (Oder) in beiden Programmen

Radio DDR
- Radio DDR I (Information und Unterhaltung)
- Radio DDR II (Kultur, Bildung und Weltanschauung)

- Regionalprogramme aus den Bezirksfunkhäusern und -studios (von 1958 bis 1970 außer Potsdam und Frankfurt)

Deutschlandsender (Programm für ganz Deutschland)
Radio Berlin International (Sendungen für das Ausland in verschiedenen Sprachen)
Damit war in der DDR eine Radiostruktur geschaffen worden, die im Wesentlichen bis zum Ende der DDR Bestand haben sollte.

### Regionalprogramme Ende der 1950er und Anfang der 1960er Jahre
Da Radio DDR II sein UKW-Netz erst ab 19:00 Uhr und später ab 18:00 Uhr für eigene Sendungen nutzte, strahlte Radio DDR I im Laufe des Tages sein Programm über dieses Sendenetz ab. Die Funkhäuser und Studios in den Bezirken integrierten ihre regionalen Fenster in die Programmstruktur von Radio DDR I. Sie sendeten zu verschiedenen Zeiten in unterschiedlicher Dauer über den Tag verteilt auf Frequenzen von Radio DDR II – bis zum vollständigen Ausbau des UKW-Netzes auch auf Radio-DDR-I-Frequenzen. So sendete am Programmtag, Montag, dem 28. Dezember 1959, das Funkhaus Leipzig drei regionale Fenster mit einer Gesamtsendezeit von 4 Stunden und 55 Minuten, das Studio Suhl dagegen nur ein bezirkliches Fenster innerhalb des Weimarer Regionalprogramms von 5 Minuten. Karl-Marx-Stadt, Gera und Halle sendeten an diesem Tag gar nicht. Das Funkhaus Schwerin kam mit zwei Fenstern auf eine Sendezeit von 1 Stunde und 45 Minuten, das Studio Neubrandenburg über zwei separate bezirkliche UKW-Frequenzen auf 10 Minuten.
Der Sender Potsdam – mit dem Studio Frankfurt/Oder von 1958 bis 1970 dem Berliner Rundfunk zugeordnet – sendete am Programmtag Montag, 28. Dezember 1959, eine Sendung von 1 Stunde und 10 Minuten im zentralen Vormittagsprogramm des Berliner Rundfunks und 2 Stunden ein regionales Fenster für den Bezirk Potsdam im Nachmittagsprogramm der Berliner Welle. Frankfurt (Oder) sendete gar nicht.
Ab Januar 1963 sendeten alle Funkhäuser und die ggf. angeschlossenen Studios einheitlich ihr tägliches Regionalprogramm einheitlich auf einer Radio-DDR-II-Frequenz: montags bis sonnabends von 18.00 bis 18.55 Uhr und sonntags von 7:10 bis 11:00 Uhr – so auch der Sender Schwerin.

### Funkhaus Schwerin
Nachdem im Sommer 1953 mit einer bescheidenen halben Stunde für Schwerin, Rostock und Neubrandenburg ein Neuanfang im Regionalprogramm gemacht worden war, stieg das Programmvolumen des Sendeverbunds auf ein bis drei Regionalfenster mit einer Gesamtsendezeit von ein bis drei Stunden. In der Regel waren das zwei Fenster von insgesamt zwei Stunden täglich, woran Schwerin den Löwenanteil hatte. Dieses regionale Sendevolumen war aber nur die Hälfte der täglichen regionalen Sendezeit von vor 1952.
Das Produktionsprofil des Sendeverbundes umfasste regionalbezogene Sendungen zu Wirtschaft, Kultur, Bildung, Landwirtschaft und Sport, Klassik und Volksmusik, Service und Unterhaltung sowie bis 1959 die Seeleute-Gruß- und -Wunschsendung und andere maritime Sendungen aus dem Studio Rostock.
Da der Sender Schwerin einen besonders leistungsfähigen Mittelwellensender nutzte, produzierte das Funkhaus auch Sendungen, die sich an Hörer im Norden der Bundesrepublik Deutschland richteten und berichtete über Ereignisse in Hamburg, Bremen, Schleswig-Holstein und Niedersachsen.
Als ungünstig für die Erreichbarkeit der Hörer in der eigenen Region und deren Konsum der Regionalprogramme erwiesen sich die häufigen Frequenzwechsel. Streckenweise strahlte der Sendeverbund seine beiden Regionalfenster im Wechsel über zwei unterschiedliche Frequenzen ab. Hinzu kam, dass der Empfang der über UKW ausgestrahlten Programme für viele Hörer nicht möglich war, da der DDR-Handel Radiogeräte mit UKW-Empfangsteil noch nicht in ausreichender Menge anbot bzw. diese Empfangsgeräte verhältnismäßig teuer und damit für viele zunächst noch unerschwinglich waren.
Zum regionalen Angebot hinzu kamen regelmäßige bzw. sporadische Sendungen im zentralen Vormittags- bzw. Abendprogramm sowie von September 1959 bis November 1961 die regelmäßige Gestaltung des zentralen Radio-DDR-Nachtprogramms – jeweils in der Nacht von Freitag auf Sonnabend von 1:00 Uhr bis 3:45 Uhr.
Des Weiteren realisierte das Schweriner Funkhaus für das eigene Regionalprogramm und die zentralen Programme Musik- und Hörspielproduktionen sowie Buchlesungen – vornehmlich niederdeutscher Werke – wie auch öffentliche Veranstaltungen im Großen Sendesaal und in anderen öffentlichen Übertragungsorten.
Um die anstehenden Produktionsaufgaben weiterhin in zufriedenstellender Qualität und Quantität erfüllen zu können, erfuhr 1957/1958 der Kleine Sendesaal im Funkhaus Schwerin einen Umbau und eine Modernisierung. Ebenfalls ging 1962 mit der Fertigstellung der Schweriner Sport- und Kongresshalle ein technisch gut ausgestattetes Außenstudio in Betrieb. Es konnte unter Einbeziehung eines oder mehrerer Übertragungswagen für die Übertragung von kulturellen und sportlichen Veranstaltungen genutzt werden. Ebenso für das Studio Neubrandenburg in der Stadthalle Neubrandenburg, für Übertragungen von Sport- und Kulturveranstaltungen.
Dennoch hinkten die Bezirksfunkhäuser in der technischen Ausstattung dem Berliner Funkhaus immer hinterher – die Bezirksstudios noch mehr. Eine Ausnahme bildete das Funkhaus Leipzig, später auch das Funkhaus Rostock.

### Sender Rostock
Das Studio Rostock war ab Februar 1959 ein selbstständiges Funkhaus, das damit nicht mehr dem Funkhaus Schwerin unterstand, und im Mai desselben Jahres seinen Sendebetrieb aufnahm. Schwerin und Neubrandenburg bildeten nun alleine einen Sendeverbund.

### Studio Neubrandenburg
Im Zusammenhang mit der Bildung der Bezirke und der Zentralisierung der Rundfunkprogramme installierte das Staatliche Rundfunkkomitee im Oktober 1952 im zur Bezirksstadt avancierten Neubrandenburg ein Rundfunkstudio, zunächst mit provisorischer, ab Frühjahr 1953 mit der notwendigen stationären Technik. Das Studio hatte seinen Sitz in einer Villa in der Berliner Straße 110 und produzierte Zulieferungen kleiner Beiträge für die Funkhäuser in Berlin, Leipzig und Schwerin, ab 1959 auch eigene kleine Regionalsendungen für den Bezirk außerhalb des Sendeverbunds Schwerin/Neubrandenburg auf bezirklichen UKW-Frequenzen.
Mit Bildung des Studiotechnischen Arbeitsbereichs Rostock im Rostocker Funkhaus war das Studio Neubrandenburg ab 1959 redaktionell dem Funkhaus Schwerin, studio- und übertragungstechnisch dem Funkhaus Rostock zugeordnet.

## Rundfunk der Region von 1964 bis 1983
Die 1960er und 1970er Jahre waren Jahre, in denen der DDR-Rundfunk eine Kontinuität im regionalen Sendebetrieb erreichte, die einherging mit einer sukzessiven Erhöhung der Regionalangebote.

### Einheitliche Regionalangebote ab 1964
Nach zwölf Jahren des Experimentierens kam es im Juni 1964 wiederum zu einer Neustrukturierung der Regionalprogramme, die im Hinblick auf Frequenzen, Sendezeiten und Sendeverbunde letztendlich zu einer Kontinuität führen sollte. Die Hörerforschung hatte ergeben, dass die Einschaltquoten in den Früh- und Morgenstunden am höchsten waren. Durchschnittlich hörten die meisten DDR-Bewohner morgens etwa 40 Minuten Radio. Das veranlasste die DDR-Rundfunkverantwortlichen, sechs Regionalprogramme in der Zeit von 6:05 Uhr bis 10.00 Uhr auf Frequenzen von Radio DDR II auszustrahlen – bis auf Rostock und Cottbus alle in einem Sendeverbund, bei dem ein oder zwei Studios einem Funkhaus zugeordnet waren.
Radio DDR II strahlte folgende Regionalprogramme aus:
- Rostock
- Schwerin

Neubrandenburg
- Cottbus (mit Studio Bautzen)
- Dresden – Karl-Marx-Stadt
- Weimar (mit Büro Erfurt) – Gera – Suhl
- Leipzig – Halle – Magdeburg

Der Sender Potsdam und das Studio Frankfurt (Oder) gehörten bis 1970 weiterhin zum Berliner Rundfunk und sendeten auf dessen Frequenzen – Potsdam werktags von 6:05 Uhr bis 8:30 Uhr oder 9:00 Uhr und von 12:00 Uhr bis 12:30 Uhr, Frankfurt von 12:30 Uhr bis 13:00 Uhr – später zu anderen Zeiten, allerdings als einzige Bezirksstation nicht in den Früh- und Morgenstunden.

### Sender Schwerin von 1964 bis 1983
Der Sender Schwerin und das Studio Neubrandenburg arbeiteten weiterhin in einem Sendeverbund zusammen, wobei Neubrandenburg zunächst das einzige Studio war, das innerhalb des Sendeverbunds ein eigenes Regionalfenster ausstrahlte – wochentags von 6:05 Uhr bis 7:57 Uhr. Ansonsten übernahm Neubrandenburg das Programm aus Schwerin oder war an ihm beteiligt.
Das Schweriner Regionalprogramm bestand über all die Jahre aus einem zwei-, später dreistündigen Morgenmagazin, gefolgt von einer Gruß- und Wunsch- sowie einer Musiksendung bzw. einem Servicemagazin, Reportagen oder Sendungen zur Heimatgeschichte u. Ä. Das Produktionsprofil blieb unverändert: Musik- und Hörspielproduktionen sowie Buchlesungen – meistens niederdeutscher Literatur. Zentralnachrichten kamen von der Hauptabteilung Nachrichten im Berliner Funkhaus, Regionalnachrichten aus dem Funkhaus Schwerin bzw. dem Studio Neubrandenburg.
Als ungünstig für die Akzeptanz der Regionalprogramme erwies sich, dass sich auf den zugeteilten Frequenzen zwei Radioprogramme eine Frequenz teilen mussten, die im Hinblick auf den Programmauftrag und dessen Gestaltung nichts miteinander gemein hatten. Das Regionalprogramm war familiär, heimatverbunden und unterhaltsam, Radio DDR II dagegen ein Kultur- und Bildungskanal mit viel klassischer und ernster Musik sowie einem hohen Anteil an Wortbeiträgen, so dass es nach dem Zuschalten zum Zentralprogramm um 10:00 Uhr immer zu einem Stilbruch kam, oder der Zuhörer wechselte auf eine andere Welle und am nächsten Tag wieder zurück. Das ausschließliche Senden auf UKW und der geringe Ausstattungsgrad der DDR-Haushalte mit UKW-Radioempfangsgeräten in den 1960er Jahren wirkten sich ebenfalls negativ auf die Rezeption der Regionalprogramme aus.
Von 1965 bis 1967 musste das Studio I des Ostseestudios Rostock des Deutschen Fernsehfunks bis auf die Grundmauern abgerissen und neu aufgebaut werden, da es nicht mehr den Erfordernissen effizienter Fernsehproduktionen entsprach. Die Fernsehproduktionsvorhaben mussten sich den Gegebenheiten des kleineren und niedrigeren, inzwischen mit einer eigenen Regie ausgestatteten Studios II anpassen und viele Produktionen außerhalb des Ostseestudios realisiert werden – z. B. Aufzeichnungen in Theatern, Realisierung von Unterhaltungssendungen in Gaststätten, Klubhäusern usw. Für Fernsehspielproduktionen nutzte das Ostseestudio in dieser Zeit den Großen Sendesaal des Funkhauses Schwerin.
Im Sommer 1968 stellte das Studio Neubrandenburg sein Frühregionalfenster ein und gestaltete mit dem Sender Schwerin im täglichen Wechsel das Morgenmagazin, das zum Oktober desselben Jahres durch Vorverlegung des Sendebeginns auf 5:05 Uhr um eine Stunde erweitert wurde.
1970 begann der Sender Schwerin mit der Ausstrahlung von Stereomusikbändern, ab 1973 mit der Musikproduktion in Stereo.
Im März 1975 startete das Studio Neubrandenburg sein eigenes Morgenmagazin als regionales Fensterprogramm innerhalb des Sendeverbunds in der Zeit von 5:05 Uhr bis 7:35 Uhr – ab Januar 1978 bis 8:00 Uhr.
Im Wechsel mit den Sendern Leipzig, Dresden und Weimar gestaltete ab 1979 der Sender Schwerin in regelmäßigen Abständen an Dienstagen im Abendprogramm von Radio DDR II einen Schweriner Abend. Das waren jeweils fünf Stunden mit viel klassischer Musik und Berichten aus dem kulturellen und intellektuellen Leben des Bezirks Schwerin. Weitere zentral ausgestrahlte Sendungen waren Zur Abendstunde mit Volksmusik im Vorabend- und Heute vom Sender Schwerin im Nachtprogramm von Radio DDR I – in der Regel jeweils einmal im Jahr.
Eine Zusammenarbeit bestand zwischen dem Sender Schwerin und dem Studio Neubrandenburg auf der einen sowie dem Sender Rostock auf der anderen Seite – so z. B. beim Original-Wettergespräch. Darüber hinaus beteiligten sich Schwerin und Neubrandenburg in geringem Umfang am Programm der „Radio DDR“-Ferienwelle, das der Sender Rostock seit 1967 von Mai bis September über erweiterte Frequenzen in den drei Nordbezirken ausstrahlte.
Im Januar 1983 strahlte der Sender Schwerin die erste Plappermöhl aus, eine äußerst erfolgreiche niederdeutsche Talkrunde mit viel Humor up Platt. Die Plappermöhl ist die einzige Sendung des Schweriner Funkhauses, die die Wendewirren überlebte und im Landeshörfunkprogramm von NDR-1-Radio-MV weitergeführt wurde und noch wird.

### Regionalprogramme Ende der 1970er und Anfang der 1980er Jahre
Bis Ende des Jahres 1978 war bei Radio DDR eine Struktur von 11 Regionalangeboten geschaffen worden, bei denen vier Studios Fensterprogramme in einem Verbund mit einem Funkhaus sendeten, davon zwei Studios ein gemeinsames Fenster im Wechsel gestalteten. Die Funkhäuser sendeten wochentäglich fünf, die Studios drei Stunden, der Sender Rostock von Mai bis September 15 Stunden, was einer durchschnittlichen wochentäglichen Sendezeit von 51 Stunden entsprach:
- Rostock
- Schwerin

Neubrandenburg
- Potsdam

- Frankfurt

- Cottbus (mit Studio Bautzen)
- Dresden

Karl-Marx-Stadt
- Weimar (mit Büro Erfurt) – Gera – Suhl
- Leipzig

Halle/Magdeburg
Somit sendete der Sender Schwerin fünf Stunden von 5:05 Uhr bis 10:00 Uhr, davon zwei Stunden gemeinsam mit dem Studio Neubrandenburg, das Studio Neubrandenburg drei Stunden von 5:05 Uhr bis 8:00 Uhr ein Morgenmagazin als Fensterprogramm innerhalb des Sendeverbunds mit Schwerin. Anschließend erfolgte die Übernahme des Schweriner Programms oder eine Beteiligung daran. Sendestart am Wochenende war 6:05 Uhr – in der Regel vom Sender Schwerin bestritten.

## Rundfunk der Region in den 1980er Jahren
Die bis 1978 herausgebildete Regionalstruktur bei Radio DDR hatte bis Mitte der 1980er Jahre bestand. Danach begann der DDR-Rundfunk, die Regionalprogramme langfristig auszubauen.

### Sender Schwerin von 1983 bis 1989
Die Erweiterungspläne für die Regionalprogramme führten dazu, dass das Studio Neubrandenburg ab Frühjahr 1985 auch sonnabends in der Zeit von 6:05 Uhr bis 9:00 Uhr sendete und der Sender Schwerin ab Mai 1986 sein Programm bis 13:00 Uhr ausdehnte – allerdings nach 10:00 Uhr noch nicht im Verbund mit Neubrandenburg. Die Ausstrahlung des erweiterten Programms erfolgte auf einer Frequenz des sich in der Entwicklung befindlichen Jugendradios DT 64, das sein Programm erst um 13:00 Uhr begann, wodurch der Stilbruch beim Zuschalten auf das Zentralprogramm auf dieser Frequenz weniger scharf war als beim Zuschalten auf einer Frequenz von Radio DDR II, dem Kultur- und Bildungsprogramm.
Das Studio Neubrandenburg erweiterte sein Programm ab September 1986 und sendete bis 10:00 Uhr, sonnabends bis 9:30 Uhr.
Nachdem sich ohnehin nach und nach die Musikproduktion vom Funkhaus Schwerin zum Funkhaus Rostock verlagert hatte, übernahm das Rostocker Funkhaus nach nochmaliger technischer Erweiterung und Ausrüstung der notwendigen peripheren und digitalen Technik seiner Regie 3 ab 1985 fast die gesamte Musikproduktion des Ostseestudios Rostock des DDR-Fernsehens und die des Funkhauses Schwerin. Der Große Sendesaal des Schweriner Funkhauses wurde infolgedessen weniger genutzt und verlor an Bedeutung.
Auch die Hörspielproduktion verlagerte sich zunehmend vom Funkhaus Schwerin nach Rostock ins technisch besser ausgerüstete dortige Funkhaus.

### Regionalprogramme ab Dezember 1987
Zum Dezember 1987 war der geplante Ausbau der Regionalprogramme im Großen und Ganzen abgeschlossen. Damit unterstanden die Funkhäuser und Studios nicht mehr Radio DDR, sondern hatten eine Art eigene Intendanz in Berlin. Die Funkhäuser sendeten auf Frequenzen von Radio DDR II, dessen Sendebeginn auf 13:00 Uhr verlegt worden war, und zum Teil auf Frequenzen des zum Vollprogramm entwickelten Jugendradios DT 64 von 4:05/5:05 Uhr bis 13:00 Uhr, die Studios – sie nannten sich jetzt Sender – von 4:05/5:05 Uhr bis 10:00 Uhr. Leipzig und später auch Rostock in seinem Winterprogramm sendeten zusätzlich ein Regionalfenster von 17:00 Uhr bis 19:00 Uhr. Alle ehemaligen Studios standen in einem Sendeverbund mit einem größeren Funkhaus. Die wochentägliche Sendezeit aller 11 Regionalprogramme betrug 87 Stunden.
Bis 1989/90 sollten sich die Regionalprogramme nochmals dahingehend entwickeln, dass Halle und Magdeburg ab Januar 1989 separat sendeten und das Studio Bautzen im Haus der Sorben ab Oktober 1989 ein anderthalbstündiges – später bis auf drei Stunden erweitertes – Morgenmagazin in Sorbisch ausstrahlte. Damit erhöhte sich die wochentägliche Sendezeit der nun 13 Regionalprogramme auf 95 Stunden.
- Rostock
- Schwerin

Neubrandenburg
- Potsdam

Frankfurt (Oder)
- Cottbus

Bautzen (sorbisch)
- Dresden

Karl-Marx-Stadt
- Weimar (mit Büro Erfurt) – Gera – Suhl
- Leipzig

Halle
Magdeburg.

### Resonanz der neuen Regionalangebote
Für Schwerin und Neubrandenburg blieb zunächst fast alles beim bisherigen Umfang. Schwerin sendete acht Stunden von 5:05 Uhr bis 13:00 Uhr, Neubrandenburg fünf Stunden von 5:05 Uhr bis 10:00 Uhr, im Anschluss gemeinsam mit Schwerin durch Übernahme oder Beteiligung. Sendestart an Wochenenden und Feiertagen war 6:05 Uhr, wobei in der Regel Neubrandenburg sonnabends aufgrund der Sportsendung aus Schwerin nur bis 9:30 Uhr sendete, sonntags bis 10:00 Uhr.
Allerdings sendete Schwerin nicht mehr auf Frequenzen von DT 64, sondern nur noch auf Radio-DDR-II-Frequenzen mit dem bereits erwähnten Stilbruch beim Zuschalten auf das Zentralprogramm. Dennoch zeigten die neuen Regionalprogramme eine positive Wirkung auf das Hörerverhalten. Die Regionalstationen konnten mit ihren neuen Angeboten neue Hörer gewinnen – zu Lasten der zentralen Programme –, was sicherlich u. a. am inzwischen gestiegenen Ausstattungsgrad an UKW-Radioempfängern lag.

## Zeit des politischen Umbruchs und nach der Wiedervereinigung
Die Zeit des politischen Umbruchs war in allen DDR-Bezirken – den zukünftigen Ländern – von dem Bestreben gekennzeichnet, das gesamte redaktionelle und technische Produktionspotential von Radio und Fernsehen der Region neu zu organisieren, um ein eigenständiges Rundfunksystem auf Landesebene aufzubauen, unabhängig von der Zentrale in Berlin. Viele dieser Pläne waren allerdings unrealistisch und hatten von vornherein keine Aussicht auf Verwirklichung.

### Mecklenburg-Radio Schwerin
Bereits im Wende-Herbst 1989 nannte sich das Programm aus Schwerin Mecklenburg-Radio Schwerin. Die regionalen Angebote aus Schwerin und Neubrandenburg sowie aus Rostock liefen zunächst wie gewohnt weiter.
Im Frühjahr 1990 begannen die drei Radiostandorte Schwerin und Neubrandenburg sowie Rostock, Nägel mit Köpfen zu machen. Aus den drei Regionalprogrammen mit einem wochentäglichen Sendevolumen von 25 Stunden sollte zunächst ein Vollprogramm für das zukünftige Land Mecklenburg-Vorpommern aus der Taufe gehoben werden – teilweise auf Frequenzen und zu Lasten der zentralen Programme aus Berlin. Insgesamt waren utopische vier Programme für das zukünftige bevölkerungsschwache Land Mecklenburg-Vorpommern geplant.

### Radio Mecklenburg-Vorpommern (RMV)
Im Juni 1990 war Sendestart für das neue Radioangebot Radio Mecklenburg-Vorpommern – RMV mit den beiden Programmen RMV 1 und RMV-Ferienwelle. Der Sitz des Landesfunkhauses war in Rostock. Das Rostocker Funkhaus war größer und moderner als das in Schwerin, und in Hinblick auf eine Fusion von Radio und Fernsehen befand sich in Nähe des Funkhauses ein Fernsehstudiokomplex, das Ostseestudio Rostock des Deutschen Fernsehfunks. Außerdem stand Rostock als – im Gegensatz zu Schwerin – bevölkerungsreichere sowie wirtschaftlich und wissenschaftlich bedeutendere Stadt als Landeshauptstadt zur Disposition.
RMV 1 war ein Gemeinschaftsprogramm der Funkhäuser in Rostock und Schwerin und des Studios in Neubrandenburg, jeweils mit eigenem Regionalfenster. Das Programm gestaltete zum überwiegenden Teil das Funkhaus Schwerin, und es beinhaltete viel Pop, Schlager und volkstümlicher Musik sowie einen großen Anteil an regionaler und überregionaler Information sowie leichte Unterhaltung. Das Programm zielte in erster Linie auf mittlere und reifere Jahrgänge der Einheimischen und Touristen, bei denen diese Mischung sehr gut ankam.
Die RMV-Ferienwelle – ein flottes Jugendprogramm mit aktuellster Musik – gestaltete fast ausschließlich das Funkhaus Rostock und sollte eigentlich ganzjährig senden. Durch die stark jugendgemäße Musikausrichtung des Programms erreichte die Ferienwelle einen Großteil der ehemaligen Hörerschaft allerdings nicht mehr – so z. B. die mittleren und reiferen Jahrgänge, zu denen der größte Teil der nun hauptsächlich aus Westdeutschland kommenden Touristen zählte und die wie oben angeführt in erster Linie RMV 1 hörten –, womit der Stationsname Ferienwelle eigentlich obsolet gewesen wäre.
Mit diesen Angeboten erhöhte sich die wochentägliche Sendezeit der drei Radiostandorte von 25 auf 37 Stunden. Zum Vergleich: Die Landesfunkhäuser des Norddeutschen Rundfunks (NDR) sendeten zu dieser Zeit wochentäglich je etwa 17 ½ Stunden Landeshörfunkprogramm. Erwartungsgemäß war das auf Dauer nicht mit dem bestehenden Personalbestand und den Produktionskapazitäten zu bewerkstelligen. Der bis dahin große Umfang an Musik- und Hörspielproduktionen musste stark zurück gefahren werden. Die RMV-Ferienwelle als ein zweites Programm war nicht mehr zu halten. Die Ferienwelle sendete deshalb nur noch Regionalfenster im 2. Hörfunkprogramm des Norddeutschen Rundfunks – NDR 2 –, das damit flächendeckend in ganz Mecklenburg-Vorpommern sein Programm ausstrahlte, ohne dass sicher abzusehen war, das der Norddeutsche Rundfunk die Landesrundfunkanstalt für Mecklenburg-Vorpommern werden würde.
Da inzwischen Schwerin und nicht Rostock Landeshauptstadt geworden war und es in Schwerin wie auch in Neubrandenburg nur ein Korrespondentenbüro des Fernsehens gab, musste das Fernsehen reagieren. Für die aktuell-politische Berichterstattung aus der Landeshauptstadt Schwerin richtete der Fernsehstudiokomplex Rostock im Großen Sendesaal des Funkhauses Schwerin ein Fernsehstudio ein. Dieses provisorische Studio war bedeutend größer als das 1998 im neuen Landesfunkhaus in Betrieb genommene endgültige Fernsehstudio.
In Greifswald richtete Radio Mecklenburg-Vorpommern ein Hörfunkstudio für die regionale Berichterstattung ein.
Nach der Deutschen Wiedervereinigung gab es ein starkes Tauziehen zwischen den Ländern des NDR-Sendegebiets (Hamburg, Niedersachsen und Schleswig-Holstein) auf der einen sowie Berlin und Brandenburg auf der anderen Seite um die Zugehörigkeit Mecklenburg-Vorpommerns zu einer Landesrundfunkanstalt ab 1992. Denn mit dem Beitritt der DDR zur Bundesrepublik Deutschland unterstand der Rundfunk (Hörfunk und Fernsehen) gemäß Artikel 36 des Einigungsvertrags dem von Bundeskanzler Helmut Kohl eingesetzten, aus Bayern kommenden Rundfunkbeauftragten für die neuen Bundesländer, Rudolf Mühlfenzl. Dieser hatte die Aufgabe, den ehemaligen staatlichen Rundfunk und das staatliche Fernsehen in föderale Strukturen zu überführen oder abzuwickeln.
Allen Beteiligten war klar, dass eine eigenständige Landesrundfunkanstalt für Mecklenburg-Vorpommern aus ökonomischen Erwägungen nicht in Frage kommen konnte. Zur Disposition standen eine Beteiligung am Norddeutschen Rundfunk (NDR) oder die Neugründung einer „Nordostdeutschen Rundfunkanstalt – NORA“ mit den Ländern Berlin und Brandenburg, in deren Folge Hamburg, Niedersachsen und Schleswig-Holstein mit dem NDR das Rennen machten.

### NDR-Landesfunkhaus

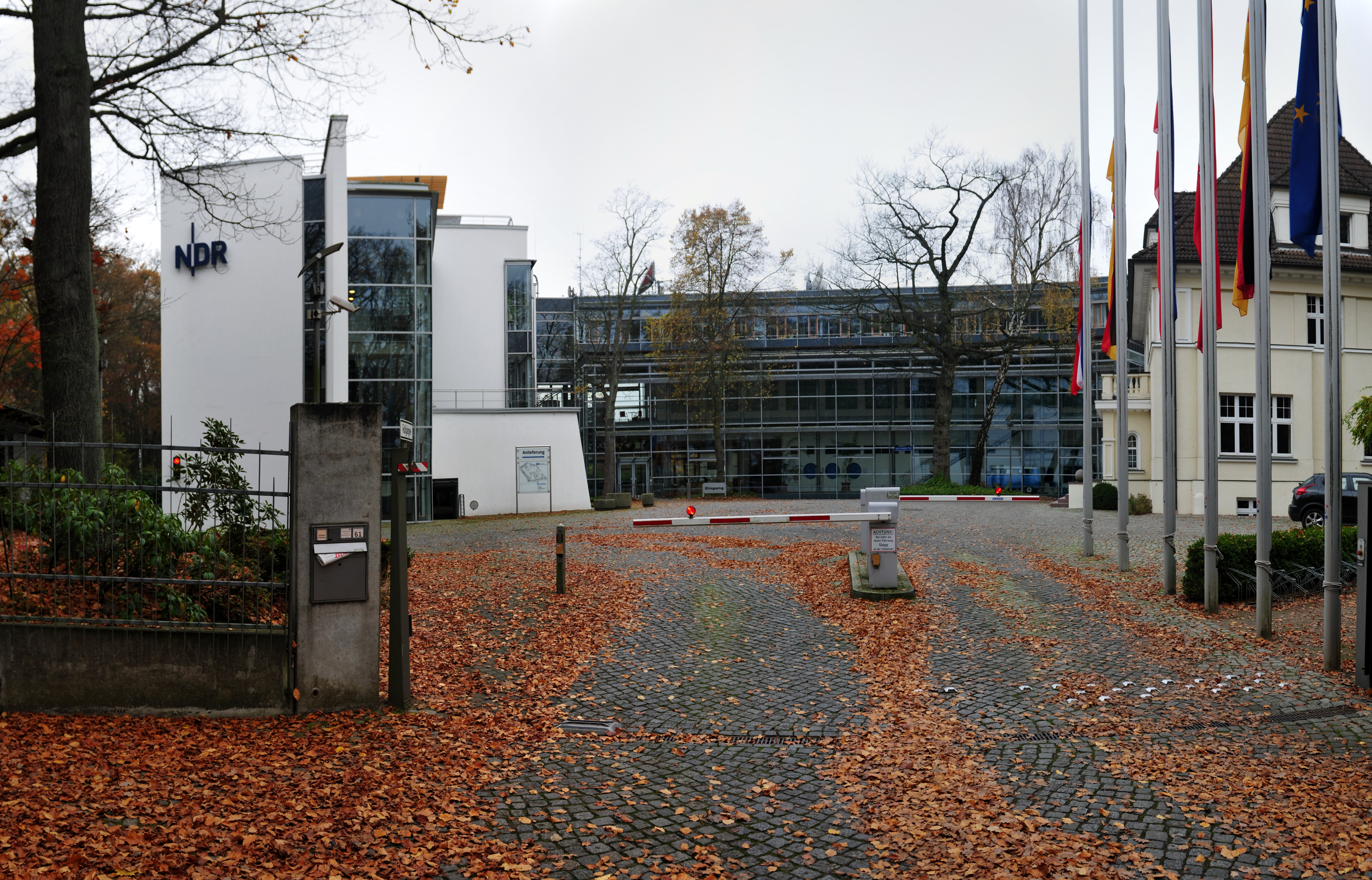
NDR-Landesfunkhaus Mecklenburg-Vorpommern Schloßgartenallee 61

Nachdem der Norddeutsche Rundfunk zum 1. Januar 1992 die Landesrundfunkanstalt für Mecklenburg-Vorpommern geworden war, hatte das Landesfunkhaus seinen Sitz in der Landeshauptstadt Schwerin. Der NDR bündelte den größten Teil der Hörfunkkapazitäten im Funkhaus in der Schweriner Schlossgartenallee. Von dort sendete er das NDR-Landesprogramm NDR 1 Radio MV, welches das erfolgreichste Hörfunkprogramm des NDR werden sollte. Dagegen führte die Ferienwelle aus Rostock – das bei der NDR-Zentrale ungeliebte Kind – nur noch ein Schattendasein. Ihr war kein langes Leben mehr beschieden, da sie nicht in die NDR-Hörfunkstruktur passte.
Das Fernsehen – jetzt mit dem Hörfunk im NDR vereint – sendete zunächst noch vorrangig aus dem alten Fernsehstudiokomplex in Rostock.
Radio MV führte im Grunde genommen die von den Regionalprogrammen übernommene und ab 1990 weiterentwickelte Programmkonzeption fort, womit Radio MV ohnehin konform ging mit der Programmausrichtung der anderen NDR-Landesfunkhäuser.
In den 1990er Jahren nahm der NDR den Bau eines neuen Funkhauses in Angriff, das 1997 als damals modernstes Funkhaus Europas seinen digitalen Hörfunkbetrieb aufnahm. Den alten Fernsehstudiokomplex in Rostock gab der NDR 1998 auf, und die Produktionskapazitäten des Fernsehens zogen nach Schwerin ins Landesfunkhaus, nach Hamburg und ins Funkhaus Rostock.
Das Landesfunkhaus befindet sich nahe dem Südwestufer des Schweriner Sees im Stadtteil Ostorf. Es liegt am Ostorfer Hals, dieser hat sich als so genanntes Schlossgartenviertel seit der Wende als besonders hochwertiges Wohnviertel etabliert, in dem neben den teilweise denkmalgeschützten Altbau-Villen eine Reihe von Neubauten entstanden sind.